# Montoro (Espagne)
Pour les articles homonymes, voir Montoro.
Montoro est une ville d'Espagne, dans la province de Cordoue, communauté autonome d’Andalousie.

## Géographie
Montoro est situé à l'est de Cordoue au-dessus du Guadalquivir.

## Histoire
Montoro détenait déjà le record de chaleur en Espagne. En effet, le 13 juillet 2017, une température de 47,3 °C a été enregistrée dans cette ville. Ce record a été battu le 14 août 2021, au même endroit, avec 47,4 °C.

## Monuments
- L'église San Bartolomé

## Personnalité
- Benito Madueño y Ramos (1654-1739), prélat catholique romain, y est né.